# Hans Iversen Wandal
Hans Iversen Wandal (* 20. August 1579 in Ribe; † 16. Dezember 1641 in Viborg) war ein dänischer lutherischer Theologe und Bischof.

## Leben
Nach dem Studium an der Universität Kopenhagen reiste Wandal 1601 nach Deutschland, um Wittenberg und andere Universitäten zu besuchen. Nach der Rückkehr wurde er 1602 Hauslehrer und unternahm weitere Auslandsreisen. In Straßburg erlangte er den Magistergrad. 1613 wurde er Pfarrer in Odense.
1617 ernannte König Christian IV. ihn zum Bischof von Viborg. 1620 wurde er zum  Dr. theol. promoviert. Er setzte sich für eine schärfere Kirchenzucht ein. Der Theologieprofessor und Bischof Hans Wandal (1624–1675) war sein Sohn.